# Adolf Müller junior

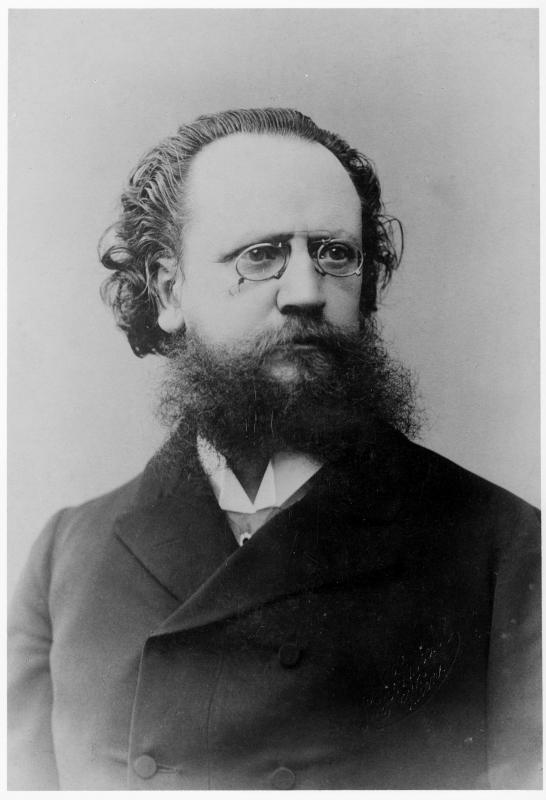
Adolf Müller junior

Adolf Müller junior (* 15. Oktober 1839 in Wien; † 14. Dezember 1901 ebenda), der Sohn des Bühnenkomponisten Adolf Müller senior, war ein Wiener Operettenkomponist und Kapellmeister.

## Leben
Müller war wie sein Vater Kapellmeister am Theater an der Wien, komponierte aber nicht hauptsächlich Einlagemusik zu Schauspielen wie jener, sondern vor allem Operetten, die im Repertoire der Wiener Bühnen seit den 1860er-Jahren an Bedeutung gewannen. Zu seiner Zeit recht bekannt, ist er heute so gut wie vergessen.
Bereits als 18-Jähriger saß er im Orchester, komponierte aber bereits nebenher an Liedern, Chorsachen etc. Aber er ging dann ans Theater, seine erste Station wurde 1864 Posen. Danach war er von 1865 bis 1867 Opernkapellmeister in Magdeburg, dann von 1867 bis 1869 in Düsseldorf und 1869 in Stettin. In der Sommerzeit hatte er dann Arrangements in Frankfurt an der Oder und bei Kroll in Berlin.
Im Jahr 1870 wechselte er nach Wien, wo er – neben seinem Vater – Kapellmeister im Theater an der Wien wurde. Im Jahr darauf ging er als Operndirigent für 2 Jahre nach Hamburg. Im Jahr 1874 kehrte er nach Wien zurück, aber noch im gleichen Jahr ging die komische Oper pleite und Müller ging nach Budapest und 1875 dann nach Rotterdam, wo er bis 1881 die deutsche Oper leitete. Anschließend kam er an das Theater an der Wien, 1883 brach das Haus zusammen und so kehrte er nach Rotterdam zurück. Er kehrte 1884 nach Wien zurück, wo er nun bis zum Schluss blieb.
Noch heute aufgeführt wird die Operette Wiener Blut (1899), die Müller aus nachgelassenem Material von Johann Strauss (Sohn) zusammengestellt und arrangiert hat.
Von Hubert Marischka 1913 mit Alexander Girardi verfilmt wurde Müllers erfolgreichste Operette Der Millionenonkel (1892). Robert Stolz schrieb zum Stummfilm eine neue Musikbegleitung.
Erwähnenswert ist außerdem Müllers Operette Des Teufels Weib (1890) zu einem Text des Journalisten und späteren Politikers Theodor Herzl.

## Werke (Auswahl)
- Heinrich der Goldschmidt, romantische Oper (1867 Magdeburg)
- Das Gespenst in der Spinnstube (Julius Bacher), Operette 1 Akt (1870 Wien)
- Der deutsche Bruder (O. F. Berg), Lebensbild 3 Akte (1870 Wien)
- Der Glöckelpolster (O. F. Berg), Lebensbild (1870 Wien)
- Waldmeisters Brautfahrt (Arthur Müller), komische Oper 4 Akte (1873 Hamburg)
- Van Dyck (Carl Julius Folnes), Oper 3 Akte (1877 Rotterdam)
- Der kleine Prinz (Julius Rosen), Operette 3 Akte (1882 Wien)
- Auf der Rax (Die Reise im Gebirge) (Theodor Taube nach Eugène Labiche/Édouard Martin), Posse mit Gesang 3 Akte (1883 Wien)
- Eine Kleinigkeit (Heinrich Thalboth), Posse mit Gesang (1885 Wien)
- Der Goldmensch (Ignaz Schnitzer nach Mór Jókai), Schauspiel 5 Akte (1885 Wien)
- Die Reise in die Schweiz (Emerich Bukovics nach Ernest Blum/Raoul Toché), Posse 3 Akte (1886 Wien)
- Der Hofnarr (Hugo Wittmann/Julius Bauer), Operette 3 Akte (1886 Wien)
- Die Wiener Stadt in Wort und Bild (mit Julius Stern u. a.; Julius Bauer, Isidor Juchs/F. Zell), Ausstattungsposse 3 Akte (1887 Wien)
- Der Liebeshof (Hugo Wittmann/Oskar Blumenthal), Operette 3 Akte (1888 Wien)
- Heimg'funden (Ludwig Anzengruber), Weihnachtskomödie 3 Akte (1889 Wien)
- Des Teufels Weib (Theodor Herzl nach Henri Meilhac/Arnold Mortier), Singspiel 3 Akte (1890 Wien)
- Die Kammerjungfrau, Singspiel 2 Akte (komponiert 1891)
- Der Millionenonkel (F. Zell/Richard Genée), Operette 3 Akte (1892 Wien)
- Lady Charlatan (Paul von Schönthan/Leo Stein), Operette 3 Akte (1894 Wien)
- Renata (Konrad Löwe), Oper 4 Abteilungen (komponiert 1896)
- General Gogo (Hugo Wittmann/Gustav Davis), Operette 3 Akte (1896 Wien)
- Der Pfiffikus (Julius Horst/Leo Stein), Singspiel 1 Akt (1896 Wien)
- Der Blondin von Namur (Julius Horst/Leo Stein nach Heinrich Zschokke), Operette 3 Akte (1898 Wien)
- Wiener Blut (nach Johann Strauß; Victor Léon/Leo Stein), Operette (1899 Wien)
- Das Lied im Volke (Richard Nordmann), Melodram 8 Bilder (1900)
- Drei Lieder für Sopran, Alt, Tenor und Bass, op. 5, der Wiener Singacademie zugeeignet, Wessely & Büsing, Wien